# 深州
深州（しんしゅう）は、中国にかつて存在した州。隋代から民国初年にかけて、現在の河北省衡水市一帯に設置された。

## 概要
596年（開皇16年）、定州安平県に深州が置かれた。深州は安平・饒陽・蕪蔞の3県を管轄した。605年（大業元年）、深州は廃止されて、定州に併合された。607年（大業3年）に州が廃止されて郡が置かれると、定州は博陵郡と改称された。
621年（武徳4年）、唐が竇建徳を平定すると、河間郡饒陽県に深州が置かれた。643年（貞観17年）、深州は廃止され、饒陽県は瀛州に、安平県は定州に、鹿城・下博・武強の3県は冀州に配属された。713年（先天2年）、饒陽・安平・鹿城の3県が分割されて、再び深州が置かれた。742年（天宝元年）、深州は饒陽郡と改称された。758年（乾元元年）、饒陽郡は深州の称にもどされた。深州は河北道に属し、陸沢・饒陽・束鹿・下博・安平・武強・博野・楽寿の8県を管轄した。
北宋のとき、深州は河北西路に属し、静安・束鹿・武強・饒陽・安平の5県を管轄した。
金のとき、深州は河北東路に属し、静安・束鹿・武強・饒陽・安平の5県を管轄した。
元のとき、深州は真定路に属し、静安・衡水の2県を管轄した。
明のとき、深州は真定府に属し、衡水県1県を管轄した。
1724年（雍正2年）、清により深州は直隷州に昇格した。深州直隷州は直隷省に属し、武強・饒陽・安平の3県を管轄した。
1913年、中華民国により深州直隷州は廃止され、深県と改められた。